# Incisure trochléaire de l'ulna
L'incisure trochléaire de l'ulna (ou grande cavité sigmoïde du cubitus) est la cavité articulaire de l'épiphyse proximale de l'ulna qui forme l'articulation huméro-ulnaire.

## Description
L'incisure trochléaire est une large dépression concave de haut en bas, formée par l'olécrane et le processus coronoïde. Elle reçoit la trochlée humérale pour former l'articulation huméro-ulnaire.
La surface interne de l'encoche se rétrécit en son milieu au niveau de la jonction entre l'olécrane et le processus coronoïde. Elle est divisée en une partie médiale et une partie latérale par une crête lisse allant du sommet de l'olécrane à l'extrémité du processus coronoïde. La partie médiale est la plus grande, et est légèrement concave transversalement. La partie latérale est convexe en haut et légèrement concave en bas.